# Општина Ново Горажде
Општина Ново Горажде (раније Српска општина Горажде) је општина у Републици Српској, БиХ. Сједиште општине се налази у насељеном мјесту Копачи, које се са још неколико мањих насеља неформално назива Ново Горажде.
Општина је настала подјелом предратне општине Горажде 1994. године, а верификована је Дејтонским мировним споразумом 1995. године. Према подацима Агенције за статистику Босне и Херцеговине на попису становништва 2013. године, у општини је пописано 3.117 лица.

## Географија
Општина се простире на 123 квадратна километра и чини је тридесетак већих насеља са око 3.150 становника. Смјештена је у средишту Горњедринске регије, а налази се испод источних обронака Јахорине на надморској висини између 335 — 1.300 метара.
Граничи се са општинама Вишеград, Чајниче, Рогатица, Фоча и градом Гораждом.
Под термином Ново Горажде у ужем смислу подразумјева се простор који чине насељена мјеста Сопотница, Зидине, Слатина, Копачи, Машићи и Градац.

## Историја
Овај изразито брдско планински крај смјештен је на раскршћу путева којим се вјековима походило, трговало, али и бојевало. Ново Горажде представља малу тачку на географској карти свијета у којој се укрштају значајни и важни путеви и ријеке.
Као трговачко средиште и градско насеље, најдиректније везано уз Дубровачку караванску трговину, Горажде се помиње 1379. године, а као отворени град 1444. године. За постанак, опстанак и развој овог краја најзаслужније је средњовјековно утврђење Самобор, кула Херцега Стефана Вукчића Косаче. Двије године касније, 1446. године Херцег Стефан десетак километара узводно, у Доњој Сопотници, гради цркву Светог Георгија. У периоду од 1519. до 1521. године у њој је радила ћирилична штампарија Божидара Горажданина, друга по старини на Балкану, а прва на просторима данашње Републике Српске и БиХ.

## Насељена мјеста
Подручје општине Ново Горажде чине насељена мјеста: Башабулићи, Благојевићи*, Богданићи, Борак Брдо, Борова, Бошање, Бучје, Влаховићи, Вранпоток, Вучетић, Гај, Гојчевићи, Градац, Доње Село*, Драговићи, Драгољи, Живојевићи, Жигови, Житово, Жужело*, Закаље, Запљевац, Земегреси, Зидине, Зорлаци, Зубовићи у Оглечеви, Јабука, Казагићи*, Канлићи, Караузовићи, Каровићи*, Копачи, Костеник, Крашићи, Креча, Љесковик, Машићи, Милановићи*, Неворићи, Новаковићи, Оџак, Подкозара Горња, Подкозара Доња*, Подмељине, Подхомара, Прибјеновићи, Пролаз, Пршеши, Радијевићи, Радићи, Радмиловићи, Роповићи, Русањ, Сеоца, Слатина, Сопотница*, Сурови, Требешево, Устипрача, Ухотићи*, Хајрадиновићи, Хладила, Хрид, Хрушањ, Хубјери*, Џуха, Шовшићи и Шућурићи*.
Општина Ново Горажде је настала подјелом предратне општине Горажде. По одлуци Народне скупштине Републике Српске на седници од 25. априла 1993. године (Сл. гласник РС 04/93) формирана је општина под називом „Српска општина Горажде“, а верификована након Дејтонског мировног споразума 1995. године.

## Политичко уређење

### Општинска администрација
Начелник општине представља и заступа општину и врши извршну функцију у Новом Горажду. Избор начелника се врши у складу са изборним Законом Републике Српске и изборним Законом БиХ. Општинску администрацију, поред начелника, чини и скупштина општине. Институционални центар општине Ново Горажде је насеље Ново Горажде, гдје су смјештени сви општински органи.
Начелник општине Ново Горажде је Мила Петковић испред Савеза независних социјалдемократа, која је на ту функцију ступила након локалних изборима у Босни и Херцеговини 2016. године. Састав скупштине Општине Ново Горажде је приказан у табели.

## Становништво

### Национални састав 2013. (коначни резултатиБХАС)
| Етнички састав према попису из 2013.‍ | Етнички састав према попису из 2013.‍ | Етнички састав према попису из 2013.‍ | Етнички састав према попису из 2013.‍ | Етнички састав према попису из 2013.‍ |
| ------------------------------------ | ------------------------------------ | ------------------------------------ | ------------------------------------ | ------------------------------------ |
|                                      |                                      |                                      |                                      |                                      |
| Срби                                 | Срби                                 |                                      | 1.618                                | 51,90%                               |
| Бошњаци                              | Бошњаци                              |                                      | 1.459                                | 46,80%                               |
| Остали                               | Остали                               |                                      | 25                                   | 0,80%                                |
| Неизјашњени                          | Неизјашњени                          |                                      | 13                                   | 0,41%                                |
| укупно: 3.117                        |                                      |                                      |                                      |                                      |

## Привреда
У оквиру индустријске зоне налази се Фабрика жице, Фабрика машина, Хладњача и Дистрибутивни центар, бројне приватне фирме и мала приватна предузећа. Развојни планови су усмјерени на алтернативне програме запошљавања људи.

## Познате личности
- Божидар Горажданин
- Теодор Љубавић